# Antiblemma subguttata
Antiblemma subguttata är en fjärilsart som beskrevs av Felder 1874. Antiblemma subguttata ingår i släktet Antiblemma och familjen nattflyn. Inga underarter finns listade i Catalogue of Life.